# Tip 4 Ke-Nu
Tip 4 Ke-Nu je bio laki tenk vojske Japanskog Carstva u Drugom svjetskom ratu. Izveden je kao kombinacije tijela tenka Tip 95 Ha-Go i kupole koja je originalno ugrađivana u Tip 97 Chi-Ha. Tenk Chi-Ha je bio prvotno naoružan 57 mm topom koji je imao malu izlaznu brzinu granate iz cijevi. Iz iskustva u ratu uočeno je da je taj top neučinkovit protiv ruskog oklopa, pa je razvijen 47 mm top s boljim karakteristikama od prethodnika. Novi topovi su ugrađeni na poboljšanu inačicu Chi-Ha tenka.
Kupole koje su ostale su ugrađene na šasiju lakog tenka Tip 95 Ha-Go, čime je novi tenk bio gotovo teži za tonu od originalnog. Top od 57 mm je zamijenjen s topom od 37 mm. Proizvedeno je oko 100 primjeraka i kao ostatak japanskih tenkova, jedva da su bili na bojištu ili uopće nisu bili korišteni. 

## Vanjske poveznice
|  | Zajednički poslužitelj ima stranicu o temi Type 4 Ke-Nu    |
|  | Zajednički poslužitelj ima još gradiva o temi Type 4 Ke-Nu |

- (en) - specifikacije tenka na historyofwar.org